# Kolloid
Denna artikel handlar om kolloider inom kemi. För kolloider inom medicin, se kolloid (medicin).

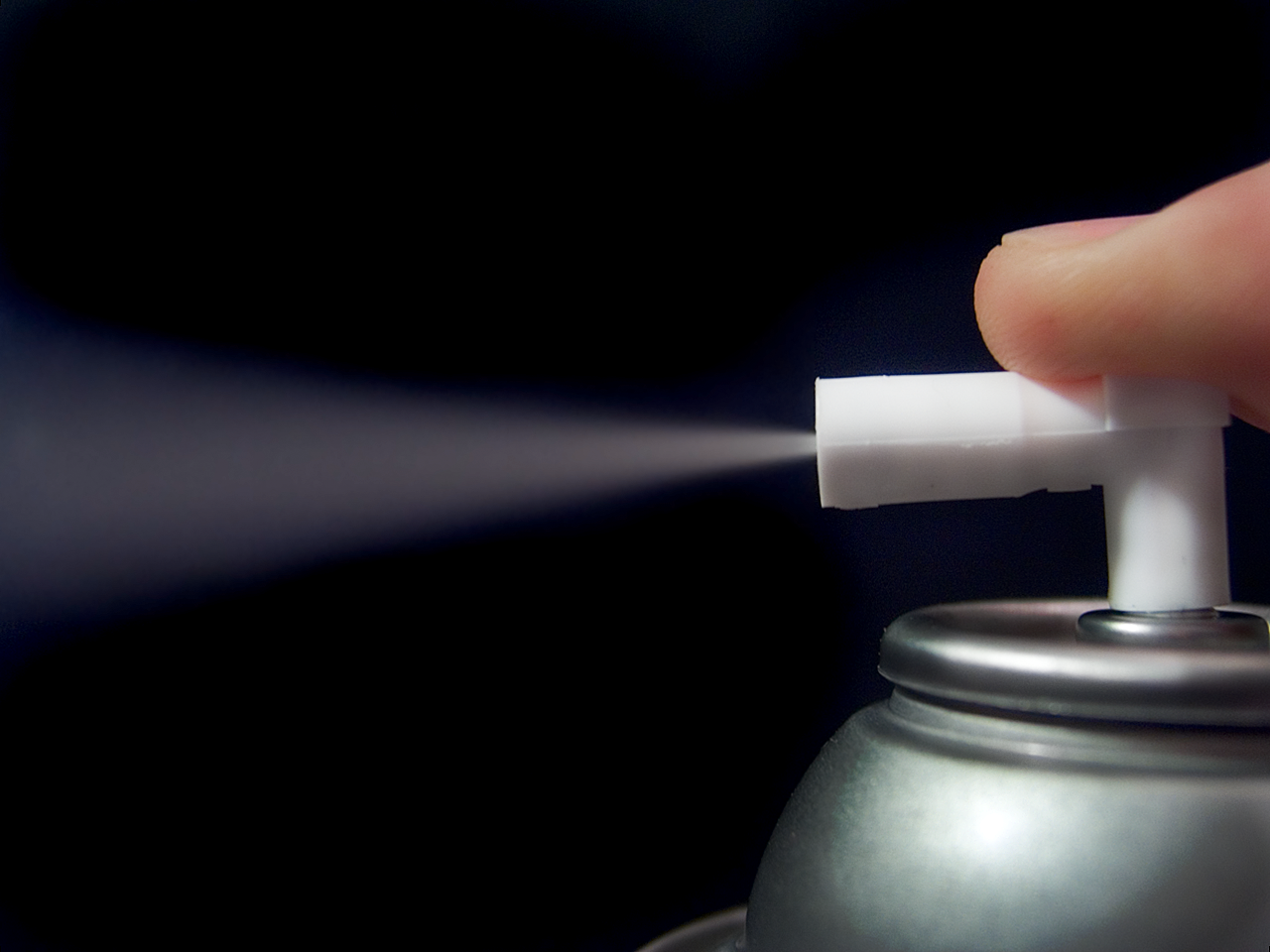
Då man trycker på en aerosolflaska bildas en kolloid bestående av vätska dispergerad i luft.

En kolloid (gr. kolloid, "lim") är ett system där ett ämne är finfördelat (dispergerat) i ett annat, och det finfördelade ämnets partiklar har åtminstone i någon dimension en storlek mellan en nanometer och en mikrometer. De olika faserna kan ha samma eller olika aggregationstillstånd (fast, vätska och gas). Varje kombination har ett eget namn (se tabellen nedan), gas finfördelat i vätska heter till exempel skum. Begreppet kolloid infördes 1861 av den skotske kemisten Thomas Graham. 
De dimensioner som kolloida partiklar har bildar ett dunkelt område inom kemin och fysiken. Partiklar under några nanometer brukar behandlas under kvantkemi, medan stora partiklar (bulksystem) behandlas med hjälp av klassisk fysik. En kolloid är heterogen i mikroskala men homogen i makroskala, och befinner sig alltså i kemiskt avseende mellan en äkta lösning och en heterogen blandning. Kolloidala partiklar kan inte genomtränga membran på samma sätt som enskilda lösta joner. 
Stabila kolloider kallas lyofila. De bildas spontant när ämnet som ska dispergeras kommer i kontakt med det omgivande mediet. Lyofoba kolloider kräver energi för att bildas. För att en kolloid ska vara stabil måste repulsionskrafterna mellan partiklarna vara större än de attraktiva krafterna. En instabil kolloid aggregerar (klumpar ihop sig). Om processen är reversibel kallas det utflockning, men om tillståndet blir permanent är det fråga om koagulering. Kolloidkemin domineras av följande växelverkningskrafter:
- Attraktiva Van der Waals-krafter, som även benämns dispersionskrafter
- Attraktiva eller repulsiva elektrostatiska krafter mellan laddade partiklar
- Steriska hinder - ett annat ämne hindrar partiklarna från att komma för nära varandra
- Attraktiva eller repulsiva solvationskrafter som uppstår då lösningsmedlets molekyler orienterar sig på ett visst sätt.
- Syra-bas-krafter

Kolloidkemin kallas ofta en bortglömd del av kemin. Man stöter dock dagligen på kolloidala material i vardagslivet - smör, mjölk, grädde, rök, dimma, asfalt, bläck, gelatin och blod. Bland tekniska tillämpningar kan nämnas aerosol-sprayflaskor, skumplast, material tillverkade genom sol-gel-processering såsom aerogel samt många målarfärger och lim. Kolloidkemi är även mycket viktigt inom nanotekniken.
| Kolloider        | Kolloider | Mediets fas | Mediets fas      | Mediets fas    |
| Kolloider        | Kolloider | fast        | vätska           | gas            |
| Partiklarnas fas | fast      | fast sol    | suspension (sol) | aerosol: rök   |
| Partiklarnas fas | vätska    | gel         | emulsion         | aerosol: dimma |
| Partiklarnas fas | gas       | fast skum   | skum             | (finns inte)   |